# Persona 3
Persona 3 (kurz P3, ursprünglich als Shin Megami Tensei: Persona 3 erschienen) ist ein Rollenspiel des japanischen Entwicklerstudios Atlus für Sonys Playstation 2. Es ist der dritte Teil der Persona-Reihe, die wiederum einen Ableger der Shin-Megami-Tensei-Reihe darstellt. Das Spiel erschien in Japan im Jahr 2006 und schließlich ab 2008 auch in Amerika und in Europa. Die Ausführung des Spiels enthielt auf dem deutschen Markt keine Bonus-Disk oder spezielle Ausführung. Eine Collector’s Edition gab es lediglich in Japan. Das Spiel erhielt in einer Neuauflage weitere Zusatzinhalte, um weitere Details aus dem ursprünglichen Spiel zu erfahren. Persona FES erschien in Europa im Jahr 2008, während 2010 in Amerika und 2011 in Europa auch eine Neuauflage für die Playstation Portable, Persona 3 Portable erschien. Der Nachfolger Persona 4 erschien 2009.
Zum Spiel wurde 2008 eine 26-teilige Animeserie namens Persona: Trinity Soul veröffentlicht, die zehn Jahre nach den Ereignissen des Spiels handelt.
Persona 3 Reload, ein Remake der Originalfassung, wurde am 2. Februar 2024 für Xbox One, Xbox Series X/S und Windows veröffentlicht.

## Spielprinzip
Persona 3 sowie seine Remakes sind ein Mix aus japanischem Rollenspiel und Visual Novel. Der Spieler schlüpft in die Rolle eines jungen Mannes (oder, in manchen Versionen, die einer Frau), der (die) seine neue Umgebung erkunden muss und neue Bekanntschaften macht. Den Protagonisten kann der Spieler dabei selbst benennen, jedoch sein Aussehen nicht näher klassifizieren. Im darauf folgenden Spielverlauf geht es vor allem darum sein Privatleben und seine Freizeit mit den schulischen Anforderung und den nächtlichen Ausflügen zur Dark Hour zu managen. Dabei schreitet die Zeit im Spiel nach einem Kalender voran; an den meisten Tagen kann der Spieler bis zu zwei Aktivitäten, je nachmittags und abends, nachgehen, um seine Beziehung mit anderen Charakteren zu vertiefen, das prozedual generierte Dungeon zu erkunden oder Soft Skills (wie "Charme" und "Mut") zu trainieren, die für die soziale Interaktion im Spiel hilfreich sind. Ebenso kann er durch Nebenjobs Geld verdienen, kochen und für die Schule lernen.
Im Kampf stehen dem Spieler die Persona zur Seite, von denen es, durch Fusion erstellbar, eine ganze Palette gibt. Von Attacken wie Eis oder Feuer bis hin zu physischen Angriffen kann eine jeweilige Persona im Kampf eingesetzt werden, um Schwächen des Gegners auszunutzen. Dabei haben auch die Persona selber Affinitäten, die der Gegner attackieren kann. Der Protagonist der einzige Charakter, der mehrere Persona gleichzeitig in sich vereinen kann. Die übrigen Mitglieder seiner Gruppe, die sich nach und nach dem Hauptcharakter anschließen und ihn mit neuen Fähigkeiten unterstützen, können jeweils nur eine Persona, die festgelegt ist, herbeirufen.
Das Böse lebt in der Parallelwelt Tartarus, in die sich des Nachts die Schule verwandelt. Da es nur ein Dungeon im Spiel gibt, ist es nicht in Level unterteilt. Vielmehr muss der Spieler durch das Erkunden von Tartarus seine Charaktere stärken, um zu einer bestimmten Frist auf einen Bossgegner vorbereitet zu sein.

## Musik und Soundtrack
Der Soundtrack der Reihe stammt von Shoji Meguro, der diesen in Zusammenarbeit mit Yosuke Uda komponiert hat. In Japan erschien der Soundtrack am 19. Juli 2006. Außerdem wurde die gesamte Musik der Spielereihe in Japan in zwei Livekonzerten gespielt. 
Die Soundtracks heißen: 
- Shin Megami Tensei Persona 3 Original Soundtrack
- Persona 3 Original Soundtrack Disc 1 und 2 (Japan)
- Burn My Dread -Reincarnation: Persona 3
- Persona 3 Fes Original Soundtrack
- Persona 3 Portable Original Soundtrack